# Femrite
FEMRITE - Hiệp hội Nhà văn Phụ nữ ở Uganda là một tổ chức phi chính phủ có trụ sở tại Kampala, Uganda, có các chương trình tập trung vào phát triển và xuất bản các nhà văn nữ ở Uganda và gần đây hơn ở khu vực Đông Phi. FEMRITE cũng đã mở rộng mối quan tâm của mình đối với các vấn đề Đông Phi liên quan đến môi trường, xóa mù chữ, giáo dục, y tế, quyền của phụ nữ và quản trị tốt.

## Lịch sử
FEMRITE được thành lập vào năm 1995 bởi Mary Karoro Okurut, hiện tại (tính đến năm 2011), một thành viên của Quốc hội khóa 8 của Uganda, nhưng tại thời điểm đó, một giảng viên tại Đại học Makerere. Okurut được tham gia bởi Lillian Tindyebwa, Ayeta Anne Wangusa, Susan Kiguli, Martha Ngabirano, Margaret Ntakalimaze, Rosemary Kyarimpa, Hilda Twongyeirwe, Philomena Rwabukuku và Judith Kakrid.
FEMRITE được chính thức ra mắt với tư cách là một tổ chức phi chính phủ vào ngày 3 tháng 5 năm 1996. Goretti Kyomuhendo, người sau này sẽ tìm thấy Ủy thác nhà văn châu Phi, từng là điều phối viên đầu tiên của FEMRITE. Các thành viên ban đầu đáng chú ý khác bao gồm Beverley Nambozo, Glaydah Namukasa, Beatrice Lamwaka, Doreen Baingana, Violet Barungi, Mildred Barya (còn được gọi là Mildred Kiconco) và Jackee Budesta Batanda.
Về nguồn gốc và sứ mệnh của FEMRITE, Kyomuhendo, trong một cuộc phỏng vấn năm 2003 với Feminist Africa, đã tuyên bố:

## Thành tựu lớn của các thành viên và cựu sinh viên FEMRITE
- Monica Arac de Nyeko đã giành giải thưởng Caine năm 2007;[6] Beatrice Lamwaka lọt vào danh sách cùng giải thưởng năm 2011;[4] Doreen Baingana lọt vào danh sách năm 2005.[7]
- Doreen Baingana đã giành giải thưởng Nhà văn Khối thịnh vượng chung cho cuốn sách hay nhất, Khu vực Châu Phi (2006); Baingana cũng lọt vào danh sách rút gọn của Giải thưởng Di sản Hurston-Wright trong hạng mục Tiểu thuyết Khởi nghiệp (2006).[4]
- Beatrice Lamwaka lọt vào danh sách rút gọn của Giải thưởng văn học PEN / Studzinsky năm 2009 (2009).[4][8]
- Glaydah Namukasa đã giành giải thưởng nhà văn Macmillan cho châu Phi, hạng mục cao cấp (2005).[4]
- Mildred Barya đã giành giải thưởng Diễn đàn văn học Pan-Phi cho Tiểu thuyết Phi châu (2008).[9]
- Jackee Budesta Batanda đã giành chiến thắng trong Cuộc thi Truyện ngắn Khối thịnh vượng chung, Khu vực Châu Phi (2003).[4]
- Violet Barungi đã giành giải thưởng Viết kịch bản kịch quốc tế mới của Hội đồng Anh cho Châu Phi và Trung Đông (1997).[10]
- Goretti Kyomuhendo (tiểu thuyết: 1999), Susan Kiguli (thơ: 1999), Mary Karoro Okurut (tiểu thuyết: 2003), và Mildred Barya (thơ: 2003) đoạt giải quốc gia Book Trust of Award Uganda Literary.[4]

## Phản hồi của công chúng đối với các chương trình FEMRITE
FEMRITE, theo báo cáo của các nhà báo khác nhau, đã hoạt động ở Uganda và khu vực Đông Phi rộng lớn hơn trong các lĩnh vực thúc đẩy xóa mù chữ, cải cách giáo dục, quyền phụ nữ và quản trị tốt. Những hoạt động nói chung đã nhận được thông báo tích cực.
- Emmanuel Ssejjengo, như đã báo cáo trên AllAfrica.com vào ngày 14 tháng 7 năm 2011, tuyên bố rằng"Tuần lễ văn học FEMRITE"là"một trong những sự kiện nổi tiếng nhất trong nghệ thuật văn học của Uganda."[11]
- Dennis Muhumuza, trong Daily Monitor  (Uganda), 23 tháng 7 năm 2011, thảo luận ảnh hưởng FEMRITE về Trung tâm Phát triển (NCDC) Chương trình giảng dạy quốc gia Uganda, và sự bao gồm kết quả của công trình Uganda hơn của văn học trong trường trung học và chương trình đào tạo đại học.[12]
- Muhumuza, cũng cho Giám sát hàng ngày (Uganda) vào ngày 9 tháng 1 năm 2011, đã xem xét tuyển tập Hạt bí ngô FEMRITE và các quà tặng khác: Những câu chuyện từ Nhà văn của Nhà văn FEMRITE, 2008 (ISBN 978-9970700226
- Halima Abdallah, ở Đông Phi  (Kenya), ngày 14 tháng 8 năm 2011, đã xem xét tuyển tập FEMRITE không bao giờ quá muộn  (ISBN 9789970700233), liên quan đến đại dịch AIDS / HIV, tuyên bố rằng"phải đọc cho tất cả các nhóm tuổi vì nó đặt ra câu hỏi và hầu hết các lần đưa ra câu trả lời đòi hỏi phải có hành động tập thể"trong khi lưu ý rằng bộ sưu tập được"sinh ra từ mong muốn của Femrite văn học cho sự thay đổi tích cực nhằm giải quyết các vấn đề xã hội không chỉ đối với giới trẻ mà cả xã hội nói chung."[13]
- Dora Byamukama cho New Vision (Uganda) đã ưu ái xem xét bộ sưu tập FEMRITE về những câu chuyện phi hư cấu Beyond the Dance: Tiếng nói của phụ nữ về cắt xén bộ phận sinh dục nữ  (ISBN 9789970700196), và tuyên bố rằng những lời chứng đã trình bày"kêu gọi hỗ trợ chấm dứt thực hành cắt bỏ bộ phận sinh dục nữ (FGM)."[14]
- Chương trình tin tức Mỹ Góc rộng  (PBS) giới thiệu sự hợp tác của FEMRITE với IRIN, dịch vụ phân tích và tin tức nhân đạo của Văn phòng Liên Hợp Quốc, để sản xuất Today You Will Understand, một tập hợp các câu chuyện chiến tranh cá nhân của 16 phụ nữ bị ảnh hưởng bởi cuộc nổi loạn của Quân đội Kháng chiến của Chúa.[15]
- Cũng bình luận trên Today You Will Hiểu, Martyn Drakard cho Observer (Uganda) vào ngày 10 tháng 12 năm 2008 tuyên bố rằng bộ sưu tập là"tiếng nói cho người không có tiếng nói"và"Đọc bắt buộc cho bất cứ ai muốn biết cuộc chiến LRA đã ảnh hưởng đến cuộc sống của mọi người như thế nào".[16]
- David Kaiza, trong một bài xã luận năm 2007 có tựa đề"Quy tắc nhà văn nữ"cho người Đông Phi cũng đã thảo luận về phần nào đó một cách bất chính về tác động khu vực đang gia tăng của FEMRITE.[17]